# Alexandre Delalain
Pour les articles homonymes, voir Delalain.
Alexandre Delalain, né le 10 mai 1748 à Saint-Dizier (province de Champagne, aujourd'hui Haute-Marne), mort le 29 juin 1814 à Éclaron (Haute-Marne), est un général français de la révolution française.

## États de service
Il entre en service comme simple dragon dans la légion de Hainaut, devenue légion de Lorraine en mai 1767. Il participe à la campagne de Corse en 1768. Maréchal des logis en 1770, il fait la campagne de Pologne en 1771 et 1772.
Il est nommé lieutenant de dragon le 14 janvier 1772. Il est blessé d’un coup de feu au bras droit en février 1772 lors de la défense du château de Cracovie. Le 15 décembre 1772, il reçoit son brevet de capitaine, et le 8 avril 1779, il est attaché au 14e régiment de chasseurs à cheval. Il est fait chevalier de Saint-Louis le 7 octobre 1781. Le 24 septembre 1784, il est capitaine en second au régiment de chasseurs des Cévennes, et le 20 avril 1789, il est nommé commandant.
Lieutenant-colonel du 5e bataillon d’infanterie légère le 6 novembre 1791, il est promu général de brigade le 7 mai 1793 et général de division provisoire le 2 octobre 1793 à l’armée des Pyrénées-Occidentales. Le 25 germinal an III (14 avril 1795), il est suspendu de ses fonctions et il se retire à Éclaron près de Saint-Dizier.
Il meurt le 29 juin 1814.

## Famille
- Claude Delalain, avocat, contrôleur au grenier à sel de Saint-Dizier, marié à Saint-Dizier, en 1714, avec Marie Certain (1687-1768)
  - Alexandre Delalain (vers 1716-1792), avocat en parlement, marié à Saint-Dizier, en 1744, Anne Marguerite Ogier (1726- )
    - Alexandre Delalain (1748-1814) marié à Éclaron, en 1775, avec Marie Marguerite Becquey Baupré qui ont eu onze enfants dont six décédés en bas âge,
      - Stanislas Delalain (1779- ), polytechnicien (X 1794) en 1796, puis ingénieur civil.

  - Claude Delalain (1716- )
  - Marie Marguerite Delalain (1720- )
  - Laurent Delalain (1717-†après 1768)[1], conseiller du roi, lieutenant particulier au bailliage de Saint-Dizier, maire de Saint-Dizier, marié à Saint-Dizier avec Marie-Françoise-Charlotte Parisot (1720-1780)
    - Marie-Thérèse Delalain (1743- ), femme de chambre de Madame Élisabeth de France, mariée à Saint-Dizier, en 1763, à Jean Charles Denavarre (vers 1736- ), employé dans l'armée de Monsieur de Rochambeau à Rhode-Island, avocat
    - Charles Delalain (1745-vers 1794), commis de la guerre au bureau des grâces de Versailles ;
    - Marie Félicité Delalain (1750- ) mariée à Saint-Dizier, en 1768, avec Charles Laurent Halotel, avocat en parlement. La famille de Charles-Laurent Halotel a fait sa fortune dans le négoce du bois au XVIIe siècle. Puis elle s'est lancée dans l’activité sidérurgique en louant au duc d’Orléans sa forge à Allichamps (Haute-Marne) au début du XVIIIe. Prévôt et gruyer d'Éclaron et de Roches-sur-Marne, avec les forêts du Der et du Val dans les environs de Saint-Dizier depuis 1768, Halotel s’installe à Paris en 1786 où il devient administrateur général des Domaines et Finances de la Famille d’Orléans. La chute de Philippe–Égalité l'a conduit à devenir banquier. Dans ses salons on rencontre Louis Becquey. Il est en contact Jean Hubert Rozet qui est en contact avec Marie Félicité Delalain après la mort de son mari quand elle reprend, en 1808, les intérêts de Louis Becquey sous la raison sociale « Veuve Halotel-Botaux »[2] ;
    - Edme Delalain (1752-1752)
    - Jean-Baptiste Delalain (1752-1752)
    - Augustin Delalain (1754- ), employé de la marine à Rochefort.

## Sources
- (en) « Generals Who Served in the French Army during the Period 1789 - 1814: Eberle to Exelmans »
- Étienne Charavay, Correspondance général de Carnot, tome 3, 1887, p. 269.
- Léon Hennet, Etat militaire de France pour l’année 1793, Siège de la société, Paris, 1903, p. 188.
- Côte S.H.A.T.: 20 YD 30